# Gertrude de Dabo
Pour les articles homonymes, voir Dabo (homonymie).
Gertrude de Dabo (née vers 1190-1200 et morte avant le 19 mars 1225) était l'unique fille et héritière (depuis la mort en 1202 de ses deux frères) d'Albert II de Dabo-Moha, comtesse de Dabo, d'Eguisheim et de Moha et comtesse palatine de Metz, une des plus puissantes familles du pays, après les ducs de Lorraine. Elle était de son propre chef comtesse de Metz, de Dabo (Dagsburg en allemand) et d'Eguisheim, le comté de Moha ayant été vendu par son père au prince-évêque de Liège en 1204, sans qu'il ait jamais payé les 50 000 Marcs spécifiés dans le contrat.

## Biographie
Gertrude portait le prénom de sa mère, fille d'Herman IV, margrave de Bade (+ 1190 Antiochia). Sa date de naissance est incertaine, mais au vu de ses fiançailles avec Thiébaut Ier de Lorraine en 1206 on pourrait accepter 1190, puisque sa mère a épousé Albert II de Dabo vers 1180.
En plus d'être une riche héritière, par sa famille elle était apparentée aux plus grandes maisons (cousine germaine de Henri Ier de Brabant), et les deux sœurs de sa grand-mère paternelle, Gertrude et Berthe de Sulzbach furent les épouses respectives de Conrad III de Hohenstaufen, roi des Romains et de Manuel Ier Comnène, empereur byzantin. 
Gertrude se maria trois fois sans descendance.  
Elle devint comtesse à la mort de son père en 1212, alors qu'elle n'était pas encore mariée avec Thiébaud, qui devint bientôt duc de Lorraine (1213), selon la Vitæ Odiliæ. Du fait de leur mariage en 1215 son mari prit en charge la gestion de son héritage, mais il mourut au début de l'année 1220 sans laisser de descendance. À la suite du décès de son époux, Gertrude se voit assigner pour douaire les villes de Nancy et de Gondreville. 
En mai 1220, contre les intentions de l'Empereur Frédéric II, elle épousa Thibaud IV de Champagne, qui était encore adolescent. En 1222, Thibaud la répudia soit pour consanguinité (selon Aubry de Trois-Fontaines), soit pour stérilité (d'après Richer). 
En 1223, elle contracta un troisième mariage, cette fois avec Simon de Linange, fils héritier de Friedrich II de Sarrebruck. 
Elle mourut en 1225, et fut inhumée dans l'abbaye de Sturzelbronn. Son mari Simon ne se remarie pas. Il meurt à son tour, avant son père, en 1234.
Morte sans laisser de postérité, dernière héritière des comtes de Metz, les biens alsaciens, situés à l'est des Vosges (Eguisheim) vont à l'Église de Strasbourg le 8 novembre 1226, selon la volonté du duc Heinrich II de Souabe, plus tard roi Heinrich VII du Saint Empire (maison Hohenstaufen) ; le Comté de Dabo va à la famille de son troisième époux, Simon : les Sarrebruck-Linange ; le comté de Metz est récupéré par l'Église de Metz ; quant au comté de Moha, il est donné par l'empereur Frédéric II à l'Église de Liège.
Gertrude est probablement la duchesse de Lorraine qui a composé deux poèmes lyriques en ancien français. L'un d'eux, Un petit devant le jour, se trouve dans de multiples sources, certaines accompagnées de la notation musicale. L'autre ne se trouve que dans le manuscrit CH-BEsu MS 389, avec le titre Un petit devant. Ils portent les numéros R1640 et R1995.